# Gränsen mellan Mexiko och USA

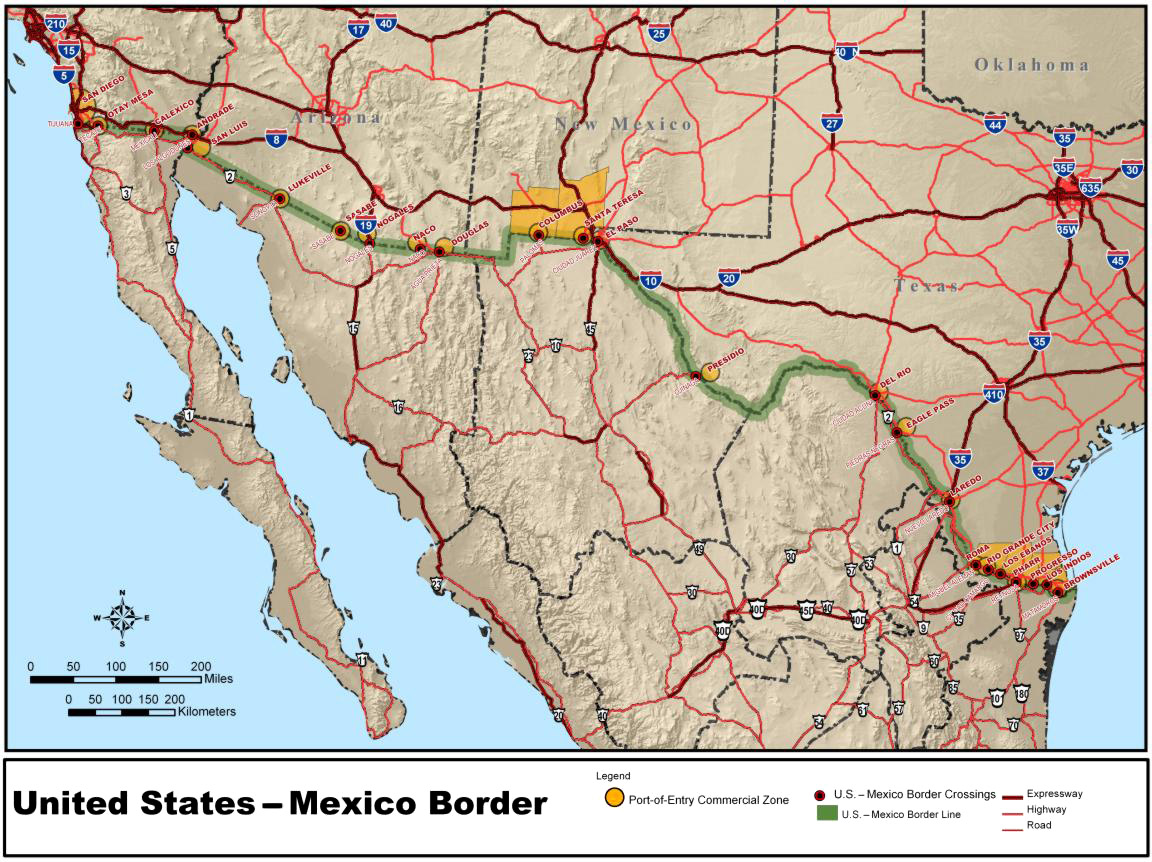
Gränsen sträcker sig över sex delstater i Mexiko, och fyra delstater i USA. Det finns över 20 kommersiella järnvägsövergångar.

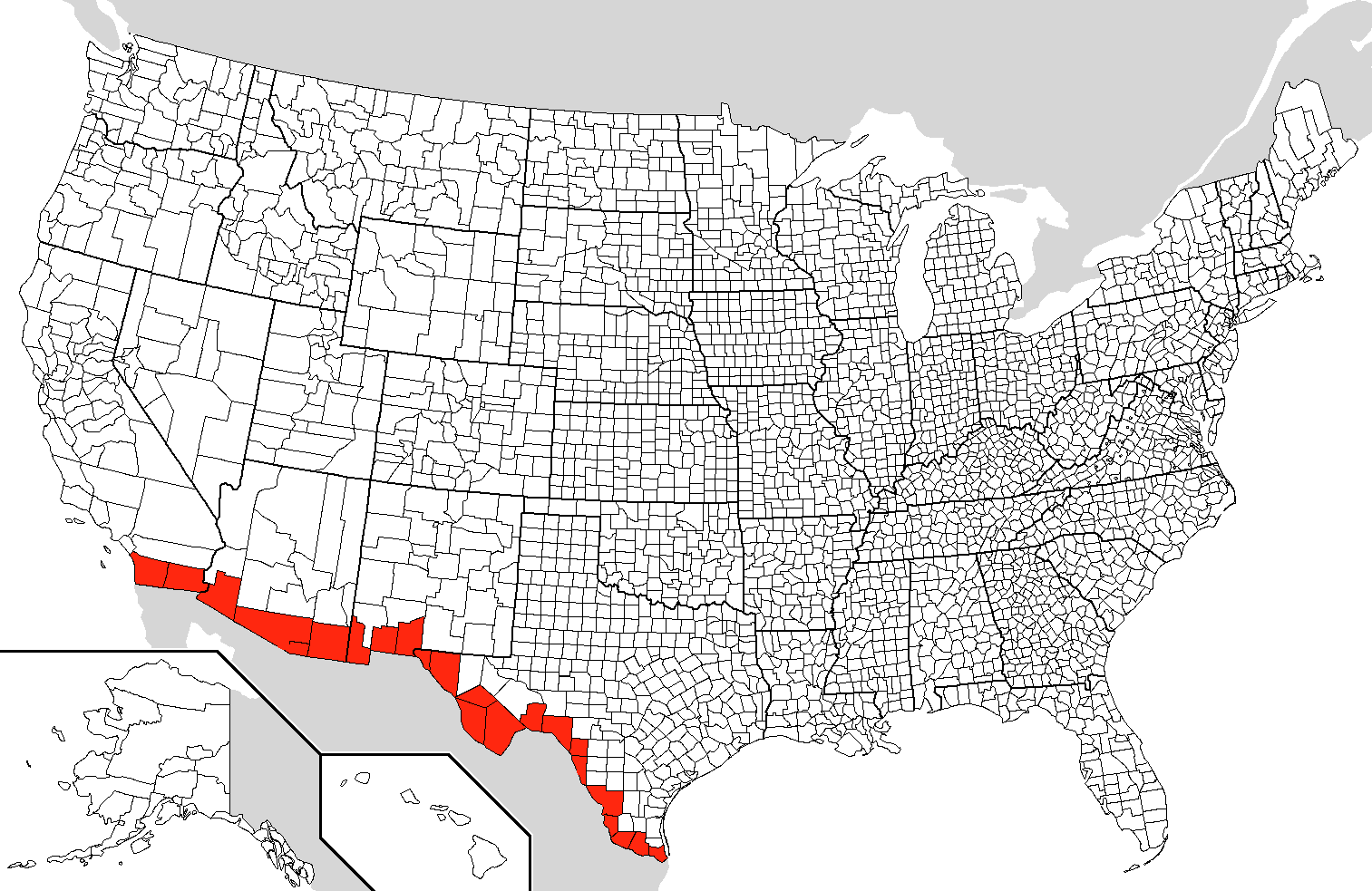
Gränscounties i USA.

Gränsen mellan Mexiko och USA (engelska: Mexico–United States border, spanska: Frontera entre Estados Unidos y México) löper från Mexikanska golfen i öst till Stilla havet i väst.
Den är världens mest passerade gräns, och passeras uppskattningsvis av 350 miljoner personer om året.